# Tzapotlatena

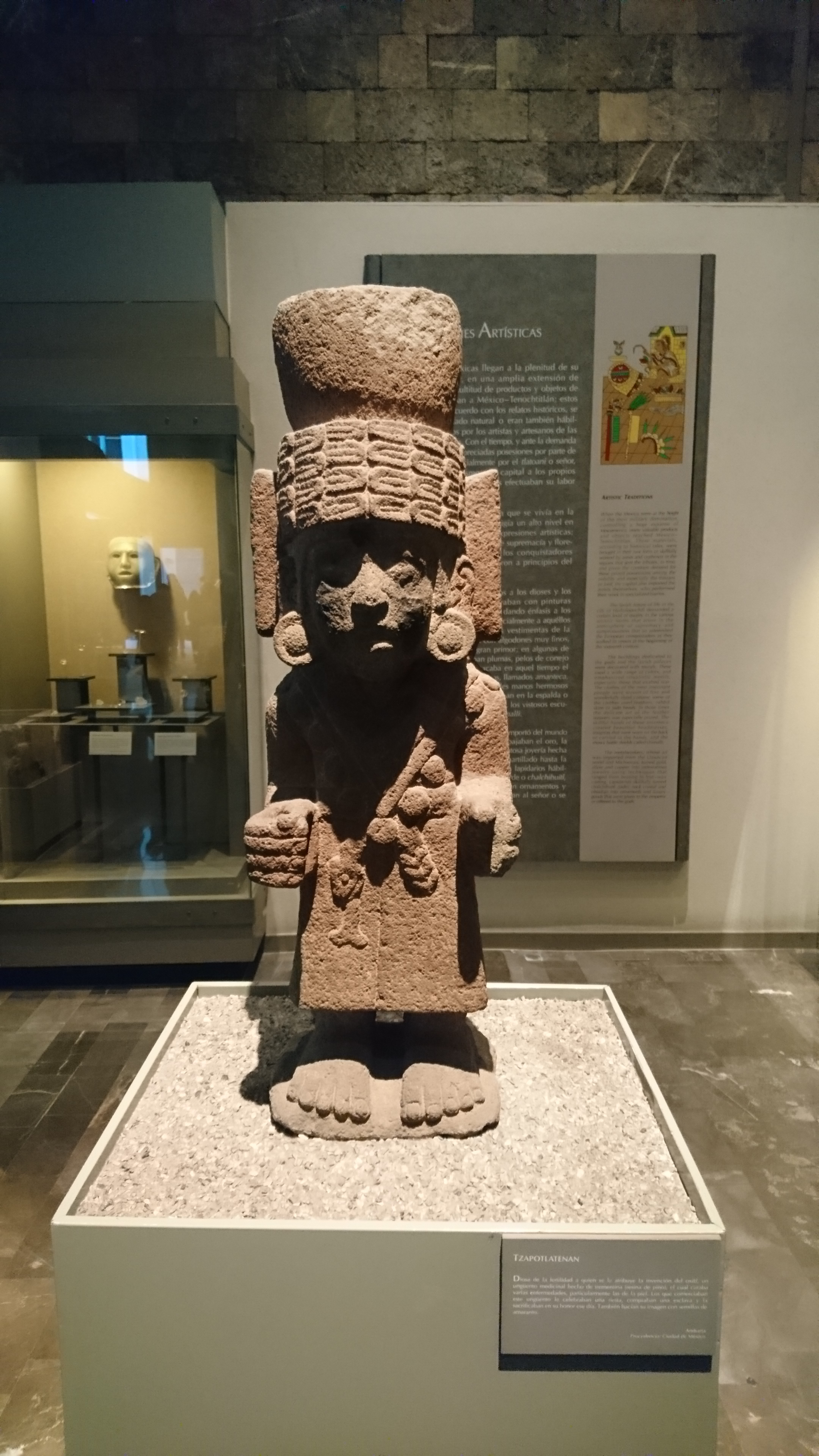
Tzapotlatena en el Museo Nacional de Antropología, Ciudad de México

Tzapotlatena (del náhuatl: Tzapotlantenan ‘la madre de Tzapotlan’) es una divinidad mexica referida por Bernardino de Sahagún en la Historia general de las cosas de Nueva España, a la que se atribuye el patronazgo de una resina medicinal llamada oxitl en náhuatl. El testimonio recogido por Sahagún en esa obra dice que Tzapotlatena nació en un pueblo llamado Tzapotlan —cuya localización no se precisa— y que ella fue la descubridora de la resina que los nahuas llamaron oxitl, que manaba de los troncos de los pinos. La resina se empleaba en la época prehispánica para el tratamiento de enfermedades que creaban bubas, llamadas cuaxococihuiztli y chacuachiuhuiliztli, entre otros usos. Esta divinidad recibía culto de los recolectores y comerciantes de oxitl. Los sacerdotes de Tzapotlatena se denominaban tzapotlanteohuahtzin, y a ellos correspondía disponer las ofrendas a la diosa, consistentes en copal, hule, hierbas aromáticas y papel.
En Ciudad Guzmán —cabecera del municipio jalisciense de Zapotlán el Grande— se ha levantado un monumento en memoria de esta divinidad precolombina.